# David Hollestelle (bariton)
David Hollestelle (Den Helder, 13 oktober 1916 – Hilversum, 21 april 2001) was een Nederlandse bariton/bas.
Hij was een zoon van Johannes Hollestelle, die werkte bij de Koninklijke Marine in Den Helder, en Wilhelmina Kosten. Hijzelf trouwde met Catharine (Tiny) Verbeij. Hun zoons David Hollestelle, Hans Hollestelle en Jan Hollestelle gingen de muziek in.
Hij studeerde zang bij muziekpedagoog Laurens Bogtman. Hollestelle was jarenlang (1947-1953) lid van het Groot-Omroepkoor van de Nederlandse Radio Unie als koorleider en dirigent. Vanaf 28 juni 1947 tot en met 8 februari 1959 was hij onderdeel van Barcarolle. Een VARA ensemble onder leiding van Johan Jong die speelde op het orgel, Ellen Nicasie-Stotijn harp en Dick de Reus viool. Vanaf 1953 werd hij oratorium-, lied- en concertzanger. Na zijn eerste successen in Nederland trad hij vervolgens ook op in vele Europese landen. Hij had een uitgebreid repertoire, waarin werken van componisten als Bach, Händel en Mendelssohn de boventoon voerden. Hij zong ook jarenlang mee in uitvoeringen van de Matthäus-Passion en de Johannes-Passion van Bach. Van hem zijn in de periode 1951 tot 1964 69 uitvoeringen bekend waarin hij solist was in uitvoeringen van het Koninklijk Concertgebouworkest, meest onder leiding van Anthon van der Horst en Eduard van Beinum, toch ook meest in de passies van Bach.
Hij was enige tijd leraar aan het Rotterdams Conservatorium.

## Trivia
De familie Hollestelle heeft meer muzikanten voortgebracht. David stamt af van Willem Hollestelle (1848-1895), die ook een voorvader is van Conny Hollestelle (1937-2002) en haar broer Peter Hollestelle.

## Discografie (selectie)
- Bach:
  - Matthäus-Passion
  - Mass in B minor
  - Oster-Oratorium
- Händel:
  - Diverse werken
- Mahler:
  - Achtste Symfonie
- Mendelssohn:
  - Diverse werken

- Bibliothèque nationale de France: cb138281655 (data)
- International Standard Name Identifier: 0000 0003 6952 6521
- Library of Congress Control Number: no89000946
- MusicBrainz: c79d088a-696d-4675-8a1d-76c343b6bafa
- Nationale Bibliotheek van Israël: 987007316073605171
- Nederlandse Thesaurus van Auteursnamen: 31633166X
- Virtual International Authority File: 301228391